# Фиктринг
Фиктринг (нем. Viktring, словен. Vetrinj) — город  в Австрии, в федеральной земле Каринтия. 
Входит в состав округа Клагенфурт. Население 7044 чел. 

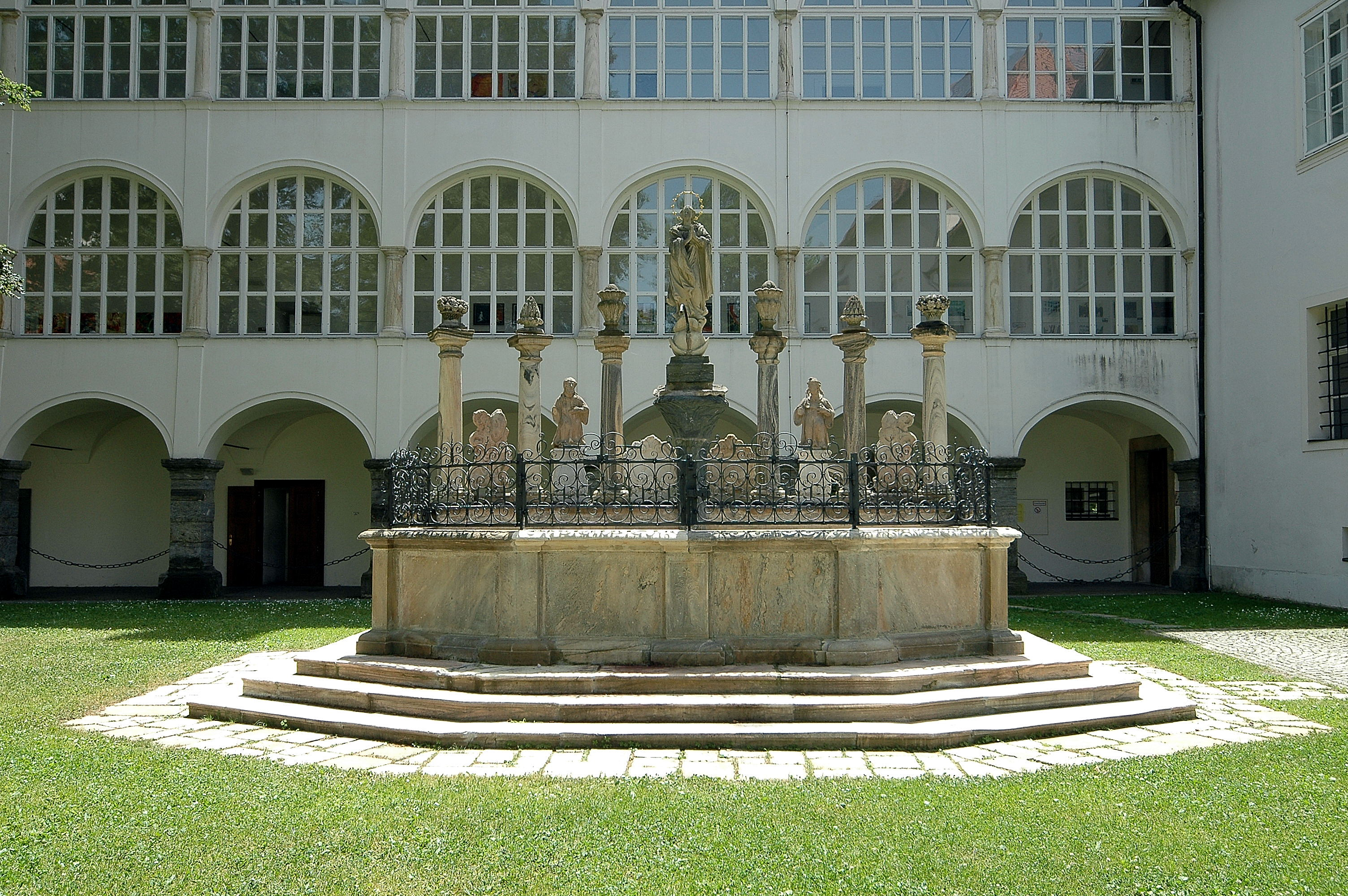
Фиктринг

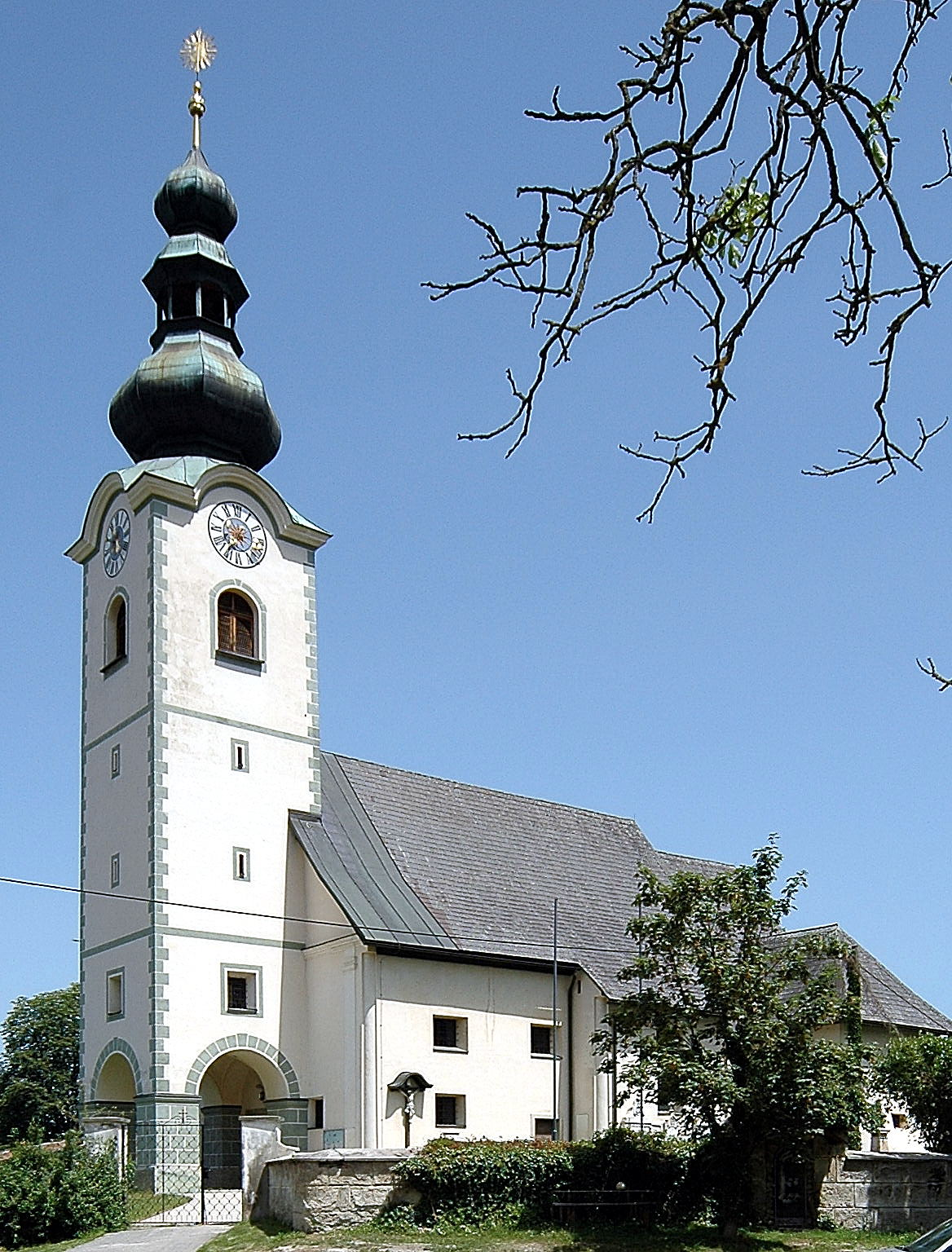
Фиктринг